# Флоридија
Флоридија (итал. Floridia) је насеље у Италији у округу Сиракуза, региону Сицилија.
Према процени из 2011. у насељу је живело 22089 становника. Насеље се налази на надморској висини од 118 м.

## Становништво
Према резултатима пописа становништва 2011. у општини је живело 22.685 становника.
| 1936.  | 1951.  | 1961.  | 1971.  | 1981.  | 1991.  | 2001.  | 2011.  |
| ------ | ------ | ------ | ------ | ------ | ------ | ------ | ------ |
| 14.473 | 15.716 | 16.248 | 16.646 | 17.861 | 19.726 | 20.675 | 22.685 |

## Партнерски градови
- Хартфорд
- Сан Мигел де Тукуман